# 芸術選奨新人賞
芸術選奨新人賞（げいじゅつせんしょうしんじんしょう）、芸術選奨文部科学大臣新人賞（げいじゅつせんしょうもんぶかがくだいじんしんじんしょう）は、文化庁主催の芸術家顕彰制度・芸術選奨により贈られる芸術賞。1968年〈昭和43年〉の第18回（1967年〈昭和42年〉度）より、各年度毎に芸術各分野においてその業績により新生面を開いた芸術家に対し贈られる。
2000年（平成12年）の第50回（1999年〈平成11年〉度）までの旧名称は芸術選奨文部大臣新人賞。

## 概要
第18回芸術選奨（1968年）から設定された賞。正式には、「芸術選奨文部大臣新人賞」（1999年まで）、「芸術選奨文部科学大臣新人賞」（2000年から）という。

## 対象部門
「芸術選奨文部科学大臣賞」と同様に、演劇、映画、音楽、舞踊、文学、美術、放送、大衆芸能、芸術振興（2004年から）、評論等、メディア芸術（2008年から。メディアアート、漫画、アニメなど）の11分野が対象となる。

## 表彰
毎年3月中旬に受賞者が発表され、同月下旬に東京都内のホテルにて贈呈式が行われる。受賞者には賞状と賞金20万円が贈られる。2024年度から80万円に引き上げられた。

## 受賞者
新人賞と銘打っているが、かなり高齢の者でも受賞する傾向がある。受賞に国籍は問われず、在日外国人の受賞者もいる。異なる部門で複数受賞することがある（演劇・映画各部門で受賞した蒼井優など）。

### 1960年代・1970年代
- 1968年
  - 加賀乙彦『フランドルの冬』
  - 広渡常敏『首』
  - 河竹登志夫『比較演劇学』
  - 澤村藤十郎、竹村博、宮下伸、大原永子、高松次郎、二代目野澤勝平、兼高かおる、小島秀哉
- 1969年
  - 辻邦生『安土往還記』
  - 服部幸雄『歌舞伎成立の研究』
  - 森谷司郎、沢村精四郎、荒道子、三代目花柳寿美、磯崎新、松本恵雄、沖野瞭、金原亭馬生
- 1970年
  - 黒井千次『時間』
  - 小島信一『万葉集 - 運命の歌』
  - 片岡孝夫（片岡仁左衛門）、金宇満司、岩崎洸、藤間高子、吉原英雄、三代目吉田簑助、佐良直美、市川染五郎（松本幸四郎）
- 1971年
  - 阿部優蔵『東京の小芝居』
  - 森﨑東、坂東玉三郎、伊原直子、森下洋子、保田春彦、野口敦弘、藤代暁子
- 1972年
  - 井上ひさし『道元の冒険』
  - 別役実『そよそよ族の叛乱』
  - 山崎正和『劇的なる日本人』
  - 岡本忠成、宮下たづ子、山下勀、川口ゆり子、青木香流、松尾敏男、鶴澤清治、佐々木昭一郎、古今亭志ん朝
- 1973年
  - 古山高麗雄『小さな市街図』
  - 篠山紀信『女形・玉三郎展』
  - 中原弓彦『日本の喜劇人』
  - 石森史郎、水谷良重、飯守泰次郎、橘芳慧、柿原崇志、大木本實、大西睦美
- 1974年
  - 川村二郎『銀河と地獄』
  - 平林英子『夜明けの風』
  - 北大路欣也、成島東一郎、木村俊光、小林紀子、加守田章二、山田太一、小沢昭一
- 1975年
  - 鷹羽狩行『平遠』
  - 渡辺保『女形の運命』
  - 寺山修司、小幡欣治、高橋大海、竹谷啓子、安野光雅、中島洋、木の実ナナ
- 1976年
  - 竹西寛子『鶴』
  - 三田純市『道頓堀』
  - 尾上辰之助（3代尾上松緑）、黒木和雄、藤原真理、福田繁雄、山本順之、木村栄文、柴田侑宏
- 1977年
  - 阿部昭『人生の一日』
  - 関山和夫『落語風俗帖』ほか
  - 市川猿之助、高林陽一、石川静、清水洋子、象設計集団、山本則直、辻村ジュサブロー（辻村寿三郎）、友竹正則
- 1978年
  - 中上健次『枯木灘』
  - 杉本秀太郎『文学演技』
  - 中村吉右衛門、小川東洲、大竹しのぶ、塩川悠子、友枝昭世、秋吉久美子、富樫雅彦
- 1979年
  - 池田健太郎『「かもめ」評釈』
  - 波乃久里子、東陽一、吾妻徳彌、相笠昌義、檀ふみ、春日宏美

### 1980年代
- 1980年
  - 清水邦夫『戯曲冒険小説』
  - 中村昌義『陸橋からの眺め』
  - 三国一朗、桃井かおり、粟國安彦、柳下規夫、田中一光、五代目豊竹呂大夫、福富哲
- 1981年
  - 坂上弘『初めの愛』
  - 中野美代子『孫悟空の誕生』
  - 市川森一、太地喜和子、川上皓市、西潟昭子、堀米ゆず子、大塚礼子、富山治夫、野村万之介、柳家小三治
- 1982年
  - 山田一郎『寺田寅彦覚書』
  - 鈴木忠志、小栗康平、根岸吉太郎、法村牧緒、杉浦康平、鶴橋康夫
  - 前登志夫（辞退）
- 1983年
  - 中村哲郎『西洋人の歌舞伎発見』
  - 角川春樹、中村児太郎（中村福助）、後藤俊夫、林誠、赤尾三千子、井上三千子、本間祥公、原正樹、大谷直子、桂枝雀
- 1984年
  - 平出隆『胡桃の戦意のために』
  - 末永照和『ジェームズ・アンソール』
  - 市村正親、入船亭扇橋、堀川とんこう、森田芳光、佐藤征一郎、林千枝、松本哲男、善竹十郎、夏木マリ
- 1985年
  - 干刈あがた『ゆっくり東京女子マラソン』
  - 鈴木博之『建築の七つの力』
  - 角野卓造、伊丹十三、池端俊策、伊勢弥生、宮木百合子、杉浦範茂、工藤和哉、イッセー尾形
- 1986年
  - 岩橋邦枝『伴侶』
  - 船山隆『ストラヴィンスキー』
  - 春風亭小朝、小林裕、栗山富夫、富田清邦、三谷恭三、安藤忠雄、香川靖嗣、上坪隆
- 1987年
  - 今村葦子『ふたつの家のちえ子』
  - 田中優子『江戸の想像力』
  - 玉井清弘、市原多朗、竹本葵太夫、斉藤由貴、宮田まゆみ、野々村明子、雜賀雄二、梅若紀彰、三枝健起、桜田淳子
- 1988年
  - 木崎さと子『沈める寺』
  - 杉山正樹『郡虎彦』
  - 坂東八十助（坂東三津五郎）、大森一樹、五嶋みどり、島田歌穂、藤間洋子、小清水漸、佐藤幹夫
- 1989年
  - 吉本ばなな『キッチン』『うたかた/サンクチュアリ』
  - 扇田昭彦『現代演劇の航海』
  - 鵜山仁、毬谷友子、石田えり、出口正子、石井潤、草間喆雄、五代目豊沢富助、大原れい子、津川泉

### 1990年代
- 1990年
  - 工藤直子『ともだちは緑のにおい』
  - 土屋恵一郎『元禄俳優伝』
  - 加藤健一、阪本順治、鈴木稔、吉村佳紘、野町和嘉、田崎隆三、林宏樹、土居裕子
- 1991年
  - 水村美苗『續明暗』
  - 水落潔『上方歌舞伎』
  - 中原俊『櫻の園』
  - 吉野直子、井沢満、堀越真、鶴澤悠美、高部尚子、松永真、山本則俊、太田英夫、坂本冬美
- 1992年
  - 増田みず子『夢虫』
  - 大久保房男『海のまつりごと』
  - 内藤篤『ハリウッド・パワーゲーム』
  - 竹中直人『無能の人』
  - 鐘下辰男『tatsuya-最愛なる者の側へ』
  - 鈴木ほのか、林家染丸、豊嶋泰嗣、後藤早知子、安田侃、杉田成道
- 1993年
  - 車谷長吉『鹽壺の匙』
  - 木下長宏『思想史としてのゴッホ』
  - 西川信廣、佐藤真、大野和士、内藤廣、謝珠栄
- 1994年
  - 富山太佳夫『シャーロック・ホームズの世紀末』
  - 大田創、福井敬、佐々木想美、大石芳野、冨川元文、加藤敬二
- 1995年
  - 越水利江子『風のラブソング』
  - 鈴木杜幾子『ナポレオン伝説の形成』
  - マキノノゾミ『MOTHER 君笑いたまうことなかれ』
  - 広木隆一『800 Two Lap Runners』
  - 本名徹次、米川裕枝、下村由理恵、野又穫、吉田簑太郎、山泉脩、ノラ
- 1996年
  - 今橋理子『江戸の花鳥画』
  - 八木幹夫『野菜畑のソクラテス』
  - 栗山民也、観世清和、岩井俊二、野平一郎、花柳基、辰野登恵子、井上由美子、堺正章
- 1997年
  - 木坂涼『金色の網』
  - 嶺隆『帝国劇場開幕』
  - 山西龍郎『音のアルカディア』
  - 周防正行『Shall we ダンス?』
  - 藤山直美、林家正雀、吉田都、村上徹、鶴澤津賀寿、金沢敏子
- 1998年
  - 池井昌樹『晴夜』
  - 森まゆみ『鴎外の坂』
  - 仙頭直美『萌の朱雀』
  - 永井愛、久石譲、樫本大進、酒井はな、佐藤晃一、野澤錦彌、馬場明子
- 1999年
  - 佐藤洋二郎『岬の蛍』
  - 田口章子『江戸時代の歌舞伎役者』
  - 磯村一路『がんばっていきまっしょい』
  - 森常好、枡野俊明、宮田慶子、小川典子、軽部裕美、五十嵐久美子

### 2000年代
- 2000年
  - 長堂英吉『黄色軍艦』
  - 小池寿子『死を見つめる美術史』
  - 中江裕司『ナビィの恋』
  - 松たか子、竹本千歳大夫、横山幸雄、宮内真理子、岡田恵和、国本武春、青木野枝
- 2001年
  - 東野光生『似顔絵』
  - 坂上桂子『夢と光の画家たち』
  - 緒方明『独立少年合唱団』
  - 市川新之助（市川海老蔵）、沼尻竜典、宝生欣哉、佐々木大、野田裕示、村上雅道、綾戸智恵
- 2002年
  - 小池光『静物』
  - 瀬川裕司『美の魔力 - レーニ・リーフェンシュタールの真実』
  - 古厩智之『まぶだち』
  - 桂吉朝、高瀬久男、権代敦彦、上野水香、野口里佳、鶴澤清介、三村千鶴
- 2003年
  - 佐藤亜紀『天使』
  - 渡辺裕『日本文化モダン・ラプソディ』
  - 宮藤官九郎『木更津キャッツアイ』
  - 中田秀夫『ラストシーン』
  - 市川染五郎、野村萬斎、藤間勘十郎（8代目）、望月京、遠藤秀平、笑福亭鶴笑
- 2004年
  - 内藤明『斧と勾玉』
  - 本江邦夫『オディロン・ルドン』
  - 犬童一心『ジョゼと虎と魚たち』
  - 小泉今日子、石川耕士、桂文我、藤村実穂子、白河直子、岡村桂三郎
- 2005年
  - 絲山秋子『海の仙人』
  - 西成彦『耳の悦楽』
  - 長塚圭史、東儀秀樹、朝原雄三、萩岡松韻、市山松扇、青木淳、真銅健嗣、宮崎吾朗
- 2006年
  - 蜂飼耳『食うものは食われる夜』
  - 安藤礼二『神々の闘争 折口信夫論』
  - 青木研次『いつか読書する日』
  - 尾上菊之助、柳家喬太郎、鈴木大介、山村若、西雅秋、長嶋甲兵、村上隆
- 2007年
  - 柴崎友香『その街の今は』
  - 小川和也『鞍馬天狗とは何者か』
  - いのうえひでのり『METAL MACBETH』
  - 李相日『フラガール』
  - 飯森範親、吉村古ゆう、土橋靖子、大脇三千代、上原ひろみ、吉岡徳仁
- 2008年
  - 田中純『都市の詩学』
  - 齋藤恵美子『ラジオと背中』
  - 廣末哲万『14歳』
  - 唐沢寿明、林家たい平、徳丸十盟、山本隆之、塩田千春、金本麻理子、池田修
- 2009年
  - 平野啓一郎『決壊』
  - 岡田暁生『ピアニストになりたい!　19世紀 もうひとつの音楽史』
  - 市川亀治郎、蒼井優、児玉桃、椎名林檎、井上雄彦、平山素子、丸山直文、柳川強、山出淳也

### 2010年代
- 2010年
  - 川上未映子『ヘヴン』
  - 前川知大『関数ドミノ』
  - 西川美和『ディア・ドクター』
  - 岩切信一郎『明治版画史』
  - 細田守『サマーウォーズ』
  - 庄司紗矢香『ヴァイオリン協奏曲』
  - 寺井尚子『アダージョ』
  - 山村若有子『越後獅子』『名護屋帯』
  - 津田直『SMOKE LINE』
  - 黒崎博『火の魚』
  - 中島諒人『鳥の演劇祭2』
- 2011年
  - 鈴木裕美『富士見町アパートメント』
  - 荻上直子『トイレット』
  - 藤井昭子『第50回藤井昭子地歌ライブ』
  - 小野絢子『シンフォニー・イン・C』
  - 城戸朱理『幻の母』
  - 束芋『束芋：断面の世代』
  - 渡辺あや『その街のこども』
  - 平原綾香『my Classics2』
  - 中村政人『アーツ千代田 3331』の開館・運営
  - 黒ダライ児『肉体のアナーキズム』
  - クワクボリョウタ『10番目の感傷〈点・線・面〉』
- 2012年
  - 今井朋彦『破産した男』
  - 砂田麻美『エンディングノート』
  - 河村尚子『東京オペラシティリサイタルシリーズ B→C131』
  - 湯川麻美子『パゴダの王子』の女王エピーヌ
  - 梅内美華子『エクウス』
  - 小谷元彦『幽体の知覚』
  - 坂元裕二『それでも、生きてゆく』
  - サキタハヂメ『SAW much in LOVE』
  - 甲斐賢治『3がつ11にちをわすれないためにセンター』
  - 佐藤守弘『トポグラフィの日本近代 江戸泥絵・横浜写真・芸術写真』
  - 長井龍雪『あの日見た花の名前を僕達はまだ知らない。』
- 2013年
  - 井上芳雄『ダディ・ロング・レッグズ』
  - 安藤サクラ『愛と誠』
  - 彌勒忠史『コンポージアム2011』
  - 森山開次『曼荼羅の宇宙』
  - 大口玲子『トリサンナイタ』
  - 川内倫子『照度 あめつち 影を見る』
  - 宮本理江子『最後から二番目の恋』
  - 古今亭菊之丞『第七回 古今亭菊之丞独演会』
  - 有馬純寿『有馬純寿 檜垣智也 デュオ・コンサート』
  - 清水恵美子『岡倉天心の比較文化的研究―ボストンでの活動と芸術思想』
  - 沖浦啓之『ももへの手紙』
- 2014年
  - 森新太郎『エドワード二世』
  - 石井裕也『舟を編む』
  - 小菅優『ベートーヴェン ピアノ・ソナタ全曲演奏会シリーズ』
  - 猿若清三郎『かしく道成寺』
  - 藤島秀憲『すずめ』
  - 米田知子『米田知子　暗なきところで逢えれば』
  - 吉崎健『日本人は何をめざしてきたのか 第2回 水俣〜戦後復興から公害へ〜』
  - 水樹奈々『NANA MIZUKI LIVE CIRCUS 2013』
  - 五十嵐太郎『あいちトリエンナーレ2013 揺れる大地』
  - 佐藤志乃『「朦朧」の時代-大観、春草らと近代日本画の成立』
  - 中村勇吾『デザインあ』
- 2015年
  - 片山九郎右衛門『葵上』
  - 呉美保『そこのみにて光輝く』
  - 新内剛士『新内剛士の会』
  - 山田うん『十三夜』
  - 仲寒蝉『巨石文明』
  - 齊藤正『HANCHIKU HOUSE』
  - 田中正『足尾から来た女』
  - 桂吉弥『噺家生活20周年記念 桂吉弥独演会』
  - 上田假奈代『釜ヶ崎芸術大学2014』
  - 前田恭二『絵のように　明治文学と美術』
  - 岸本斉史『NARUTO』
- 2016年
  - 成田達志『烏頭』『姨捨』など
  - 濱口竜介『ハッピーアワー』
  - 中村恵理『中村恵理 ソプラノ・リサイタル』
  - 山村光『山村光リサイタル』
  - 津村記久子『この世にたやすい仕事はない』
  - 皆川明『1∞ミナカケル』
  - 佐々木聰『奥底の悲しみ〜戦後70年、引揚げ者の記録〜』
  - 柳家三三『定例三三独演』
  - 廣川麻子『より良い観劇システムの構築に向けて、今できること』
  - 山本聡美『九相図を読む 朽ちてゆく死体の美術史』
  - ヤマザキマリ『スティーブ・ジョブズ』ほか
- 2017年
  - 浦井健治『ヘンリー四世』ほかでの演技
  - 深田晃司『淵に立つ』
  - 山田和樹『山田和樹マーラー・ツィクルス』ほか
  - 米沢唯『ロメオとジュリエット』ほか
  - 崔実『ジニのパズル』
  - 田根剛『エストニア国立博物館』
  - 井上剛『トットてれび』
  - 土屋伸之、塙宣之『ナイツ独演会』ほか　
  - 猪子寿之『人と共に踊る鯉によって描かれる水面のドローイング-Infinity』ほか
  - 木下千花『溝口健二論 映画の美学と政治学』
  - 毛利悠子『個展「Pleated Image」』ほか
- 2018年
  - 詩森ろば『アンネの日』ほか
  - 菅田将暉『あゝ、荒野』ほかの演技
  - 杉山洋一『第27回芥川作曲賞選考演奏会』ほか
  - 福岡雄大『コッペリア』ほか
  - 上田岳弘『塔と重力』
  - 岩崎貴宏『逆さにすれば、森』展
  - 加藤拓『眩〜北斎の娘〜』
  - 桃月庵白酒『桃月庵白酒25周年記念落語会的な』
  - 久保田翠『表現未満、実験室』ほか
  - 村上克尚『動物の声、他者の声 日本戦後文学の倫理』
  - 和田永『エレクトロニコス・ファンタコス!』
- 2019年
  - 蒼井優 『アンチゴーヌ』ほか
  - 山下敦弘 『ハード・コア』
  - 藤倉大 『藤倉大 個展』
  - 井上安寿子 『長刀八島』ほか
  - 谷崎由依 『鏡のなかのアジア』
  - 石上純也 ボタニカルガーデンビオトープ『水庭』
  - 野木亜紀子 『アンナチュラル』
  - 宇多田ヒカル アルバム『初恋』ほか
  - 菅原直樹 『よみちにひはくれない』ほか
  - 菅原真弓 『月岡芳年伝 幕末明治のはざまに』
  - 蓮沼執太 『蓮沼執太:～ing』展

### 2020年代
- 2020年
  - 瀬戸山美咲『THE NETHER』ほか
  - 白石和彌『凪待ち』ほか
  - 佐藤俊介『オランダ・バッハ協会管弦楽団演奏会』ほか
  - 秋元康臣『白鳥の湖』ほか
  - 宮内悠介『遠い他国でひょんと死ぬるや』
  - 宮永愛子『宮永愛子 漕法』展ほか
  - 岡野真紀子『坂の途中の家』ほか
  - 江戸家小猫『花形演芸会』ほかにおける動物ものまね
  - 高山明『Jアートコールセンター』ほか
  - 長尾洋子『越中おわら風の盆の空間誌』
  - 東村アキコ『偽装不倫』ほか
- 2021年
  - 鈴木杏『殺意 ストリップショウ』ほか
  - 小田香『セノーテ』
  - 鈴木優人『読売日本交響楽団第603回定期演奏会』ほか
  - 市川翠扇『椀久色神送』松山ほか
  - 李琴峰『ポラリスが降り注ぐ夜』
  - エキソニモ『エキソニモ アン・デッド・リンク』展
  - 塚原あゆ子『MIU404』
  - 米津玄師『STRAY SHEEP』
  - 相馬千秋『シアターコモンズ'20』ほか
  - 平野恵美子『帝室劇場とバレエ・リュス』
  - 吾峠呼世晴『鬼滅の刃』
- 2022年
  - 尾上松緑『土蜘』ほか
  - 吉田恵輔『BLUE/ブルー』『空白』
  - 本條秀慈郎『本條秀慈郎三味線リサイタルVII〜Ⅸ』
  - 井澤駿『白鳥の湖』ほか
  - 堀田季何『人類の午後』
  - 田辺竹雲斎『北陸工芸の祭典GO FOR KOGEI 2021』展ほか
  - 山城知佳子『山城知佳子 リフレーミング』展
  - 安達奈緒子『おかえりモネ』
  - 藤井風「きらり」「燃えよ」ほか
  - 中村茜『THEATRE for ALL』ほか
  - 遠山純生『〈アメリカ映画史〉再構築』
  - よしながふみ『大奥』『きのう何食べた?』
- 2023年
  - 枝元萌 『あつい胸さわぎ』ほか
  - 早川千絵 『PLAN 75』
  - 園田隆一郎 『泥棒かささぎ』ほか
  - 田村一行 『舞踏 天狗藝術論」
  - 九段理江 『Schoolgirl』
  - 中﨑透 『中﨑透 フィクション・トラベラー』ほか
  - 佐野亜裕美 『エルピス-希望、あるいは災い-』ほか
  - 東京03 『ヤな覚悟』ほか
  - 平塚千穂子 『こころの通訳者たち』ほか
  - 佐藤未央子 『谷崎潤一郎と映画の存在論』
  - 野田サトル 『ゴールデンカムイ』
- 2024年
  - 生田みゆき 『占領の囚人たち』ほか
  - 中村勘九郎 『大江山酒呑童子』ほか
  - 池松壮亮 『せかいのおきく』ほか
  - 鶴岡慧子 『バカ塗りの娘』
  - 大西宇宙 『ニュルンベルクのマイスタージンガー』ほか
  - 菊央雄司 『菊央雄司地歌演奏会』
  - 秋山瑛 『かぐや姫』ほか
  - 速水渉悟 『ドン・キホーテ』ほか
  - 高瀬隼子 『いい子のあくび』
  - 安藤正子 『安藤正子展 ゆくかは』
  - 大巻伸嗣 『大巻伸嗣 Interface of Being 真空のゆらぎ』展
  - 梅田哲也 個展『wait this is my favorite part 待ってここ好きなとこなんだ』
  - 西澤徹夫 『偶然は用意のあるところに』展
  - 加藤隆生 リアル脱出ゲーム『終わらない夏祭りからの脱出』
  - 和田淳 『いきものさん』
  - 石原大史 『“冤罪”の深層〜警視庁公安部で何が〜』
  - 長田育恵 『らんまん』ほか
  - 桂小すみ 『国立演芸場3月中席』ほか
  - ねづっち 『ねづっちのイロイロしてみる60分』ほか
  - 今西善也[3] 企画展『宮永愛子―海をよむ』ほか
  - 川崎陽子 『KYOTO EXPERIMENT 京都国際舞台芸術祭2023』
  - 原瑠璃彦 『洲浜論』
  - 堀朋平 『わが友、シューベルト』
- 2025年
  - 江口のりこ 『ワタシタチはモノガタリ』『リア王』
  - 藤田俊太郎 『リア王の悲劇』『VIOLET』
  - 河合優実 『ナミビアの砂漠』『あんのこと』ほか
  - 三宅唱 『夜明けのすべて』
  - 北村朋幹 『リスト 巡礼の年 全3年』ほか
  - 長谷川将山 『B→C 264 長谷川将山（尺八）」
  - スズキ拓朗 おどるシェイクスピア『PLAY!!!!! ～夏の夜の夢～』ほか
  - 中村鷹之資 『第九回翔之會』
  - 井戸川射子 『無形』
  - 西村麒麟 『鷗』
  - 青山悟 『青山悟 刺繡少年フォーエバー』展ほか
  - 笹井史恵 笹井史恵漆芸展『風様ふわり、忽ちに雷様』ほか
  - 金仁淑 『Eye to Eye』ほか
  - Nerhol 『水平線を捲る』展ほか
  - 押山清高 - 『ルックバック』
  - 橋野桂 - 『メタファー:リファンタジオ』
  - 上田大輔 - 『さまよう信念 情報源は見殺しにされた』
  - 大島隆之 - 『"一億特攻"への道～隊員4000人 生と死の記録～』
  - 坂本頼光 - 寄席定席における活弁の芸ほか
  - 渡邊琢磨 - 『ナミビアの砂漠』『Cloud クラウド』
  - 小川希 - 『芸術激流2024 ラフティング+アート』ほか
  - 松田崇弥・松田文登 - 『HERALBONY Art Prize 2024』ほか
  - 高橋義彦 - 『ウィーン1938年最後の日々―オーストリア併合と芸術都市の抵抗』
  - 林淳 - 『いびつな『書の美』日本の書がたどった二つの近代化』